# Internationale Luft- und Raumfahrtausstellung Berlin

Logo wystawy z 2008 roku

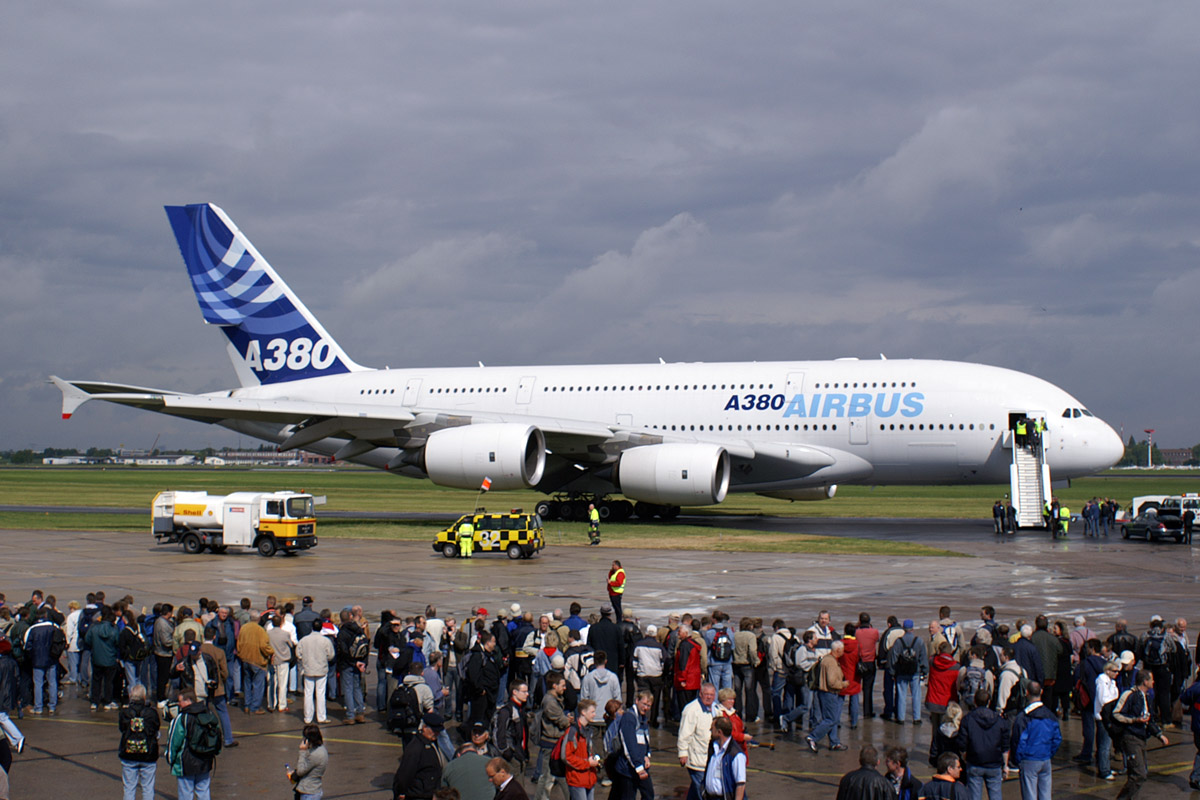
Airbus A380 zaprezentowany w 2006 roku

Internationale Luft- und Raumfahrtausstellung Berlin (ILA) – największa niemiecka Międzynarodowa Wystawa Lotniczo-Kosmiczna organizowana co dwa lata w Berlinie od 1992 na terenie lotniska Schönefeld. Obok Salon International de l'Aéronautique et de l'Espace w Paryżu i Farnborough International Airshow jest to najważniejsza i największa wystawa lotnicza w Europie. Organizatorem wystawy jest Niemiecka Federacja Lotnictwa i Przemysłu Kosmicznego (Bundesverband der Deutschen Luft- und Raumfahrtindustrie).

## Historia
Wystawa swoimi korzeniami sięga 1909 roku kiedy to we Frankfurcie nad Menem zorganizowano Międzynarodową Wystawę Transportu Sterowcowego (Internationale Luftschiffahrt-Ausstellung – ILA). Była to ogromna wystawa, która trwała 100 dni, brało w niej udział około 500 wystawców. Wystawę odwiedziło około 1,5 mln zwiedzających. Wśród zaproszonych gości był między innymi Orville Wright, który brał udział w pokazach lotniczych, jakie odbywały się podczas wystawy. W 1912 roku zorganizowano kolejną wystawę, tym razem w hali berlińskiego ZOO pod nazwą Allgemeine Luftfahrzeug-Ausstellung (Ogólna Wystawa Lotnictwa – ALA), na której zaprezentowano siedem sterowców i 25 samolotów. Wystawy były organizowane do 1932 roku. Po zakończeniu II wojny światowej, pierwsza wystawa lotnicza odbyła się w 1957 roku w Hanowerze pod nazwą Internationale Reiseflugzeugschau. Zaprezentowano na niej 24 maszyny były to głównie samoloty dyspozycyjne. Od 1959 roku co dwa lata zaczęto organizować Deutsche Luftfahrtschau, pokazy niemieckiego lotnictwa i przemysłu lotniczego. W 1978 roku powrócono do historycznej nazwy ILA (Internationale Luftfahrtausstellung). Od 1992 roku miejscem wystawy jest berlińskie lotnisko Schönefeld.
W 2010 roku wystawa obchodziła swoje stulecie. W trakcie jubileuszowej wystawy zaprezentowało się 1153 wystawców z 47 krajów. W ILA uczestniczą firmy i wytwórnie lotnicze oraz producenci uzbrojenia lotniczego z całego świata. Prezentowane są samoloty wojskowe oraz cywilne. Przez pierwsze trzy dni wystawa otwarta jest dla szerokiej publiczności, która może podziwiać samoloty i śmigłowce zarówno na wystawach statycznych jak również podczas pokazów w locie. Po raz pierwszy na wystawie zaprezentowany został oblatany zaledwie rok wcześniej Airbus A400M. Maszyna, którą był pierwszy latający egzemplarz MSN001, wykonała lot pokazowy dla obecnej na wystawie kancelrz Niemiec Angeli Merkel. Za sterami transportowca siedział szef pilotów doświadczalnych Airbusa Ed Strongman. W 2010 roku w Berlinie prezentowane były trzy samoloty Airbus A380. Jeden z nich należał do Airbusa, dwa pozostałe do Lufthansy i Emirates. Egzemplarz należący do Lufthansy był pierwszym samolotem tego typu jaki otrzymał niemiecki przewoźnik narodowy. Generalny ukraiński konstruktor Antonowa, zaprezentował projekt An-178. EADS oraz austriacki Diamond Aircraft Industries zaprezentowały pierwszy na świecie samolot wykorzystujący silniki AustroEngine AE300 napędzane biopaliwem pozyskanym z alg morskich. Silnikami AE300 napędzany był samolot Diamond DA42 New Generation.
We wrześniu 2012 roku impreza po raz pierwszy odbyła się na terenie Berlin ExpoCenter Airport, dużego centrum wystawienniczego mieszczącego się w pobliżu lotniska Berlin-Brandenburg. Wystawa w 2014 roku odbyła się w cieniu toczącego się konfliktu rosyjsko-ukraińskiego na Krymie. W jego efekcie w Berlinie nie pojawili się wystawcy sprzętu wojskowego z Rosji. Prezentowały się jednak firmy oferujące produkty na rynek cywilny. Wiodącą ekspozycję w trakcie wystawy przygotowała Turcja, która zaprezentowała swój śmigłowiec TAI T129 ATAK, samolot wczesnego ostrzegania i dozoru powietrznego Boeing 737 AEW&C, bezzałogowy aparat latający (UAV – Unmanned Aerial Vehicle), klasy MALE (Medium-Altitude Long-Endurance/statek powietrzny o średniej wysokości i długotrwałości lotu) TAI Anka, parę zmodernizowanych F-4 Phantom-2000 i licencyjnego F-16C. Swoją ofertę przedstawili również tureccy producenci precyzyjnego uzbrojenia.
W 2016 roku, kolejna edycja odbyła się w dniach 1 – 4 czerwca. Wzięło w niej udział 1017 wystawców z 37 państw. Wystawę odwiedziło 150 tysięcy osób. Wśród maszyn, które po raz pierwszy pojawiły się na berlińskiej wystawie znalazł się ukraiński An-178, wcześniej prezentowany w formie projektu i najnowsza odmiana czeskiego Let L-410 TurboletNG. W Berlinie tradycyjnie swoją silną reprezentację zaprezentował Airbus. W powietrzu pokazano Airbus A320neo i Airbus A350 oraz również tradycyjnie A400M. Airbus zaprezentował postępy programu Clean Sky 2. Jest to projekt, którego celem jest budowa szybkiego śmigłowca, będącego rozwinięciem programu, zapoczątkowanego przez Eurocopter X3. Dużą część pokazów opanowali producenci systemów przeciwlotniczych, śmigłowców transportowych i bezzałogowych aparatów latających. Wśród nich zaprezentował się między innymi Medium Extended Air Defense System oraz niemiecki Diehl Defence promujący rodzinę pocisków IRIS. Obecność ciężkich śmigłowców transportowych związana była z przetargiem na następcę maszyn CH-53G/GA eksploatowanych przez Luftwaffe. O kontrakt ubiegały się Boeing oraz Sikorsky Aircraft Corporation. Część wystawy została specjalnie wydzielona dla producentów bezpilotowych statków powietrznych. Wśród nich znalazło się polskie przedsiębiorstwo Eurotech z Mielca prezentujące model koncepcyjny odrzutowego imitatora celu powietrznego.